# Saga (band)

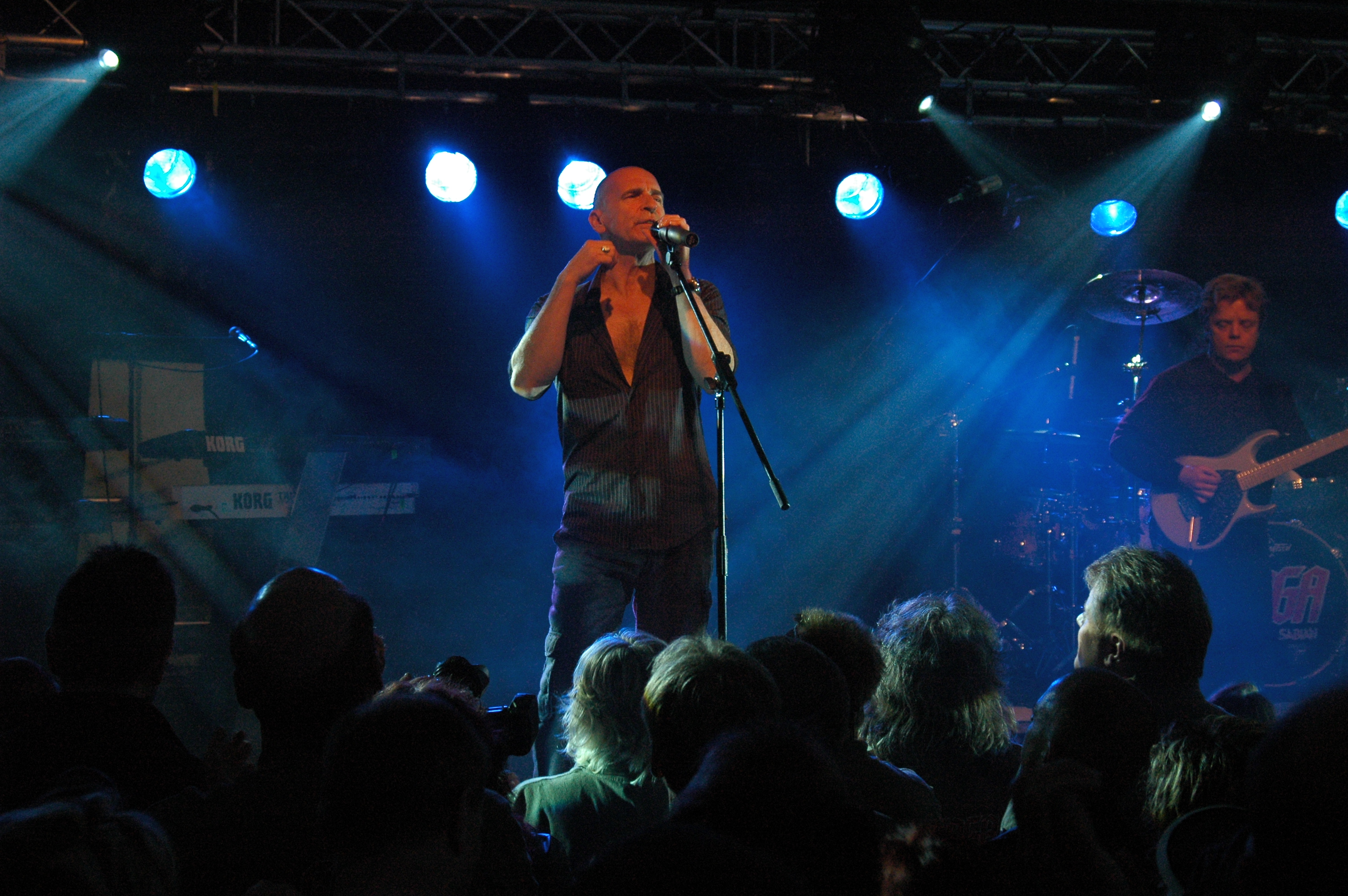
Michael Sadler van Saga tijdens een optreden in 2006

Saga is een progressieve-rockband uit Hamilton (Ontario), Canada. Saga speelt progrock met invloeden uit de jazzrock, met verwijzingen naar onder andere Gentle Giant en Genesis.

## Biografie
Saga werd opgericht in 1977 uit het restant van de band Fludd. De eerste bezetting bestond uit zanger Michael Sadler, bassist Jim Crichton, gitarist Ian Crichton, toetsenist Peter Rochon en drummer Steve Negus. 
In juni 1978 wordt Saga uitgebracht op het label Maze. Voor het tweede album, Images At Twilight (1979) werd Peter Rochon vervangen door sessie-toetsenist Gregg Chadd. Vanaf Silent Knight (1980) werd Jim 'Daryl' Gilmour de toetsenist. In 1981 verscheen Worlds Apart, dat geproduceerd wordt door Rupert Hine, bekend van onder andere Camel. Op elk van de eerste vier albums staan twee nummers die samen een concept vormen, The Chapters genoemd. Deze nummers staan in willekeurige volgorde en vormen een door bassist Jim Crichton bedacht sciencefictionverhaal. Ook voor Heads Or Tales huurde de band Rupert Hine in als producer.
In 1982 stond de band op het Nederlandse festival Pinkpop.
In 1986 besloten Steve Negus en Jim 'Daryl' Gilmour de band te verlaten en zich te storten op het project GNP, met onder meer zanger Robert Bevan. Als trio nam de band daarna de platen Wildest Dreams en The Beginners Guide To Throwing Shapes op. In 1993 keerden James Gilmour en Steve Negus terug en in deze bezetting, die doorgaans als de meest succesvolle wordt beschouwd, ging de band weer regelmatiger albums uitbrengen. In 1995 kwam Generation 13 uit, een conceptalbum in de stijl van Operation:Mindcrime van Queensrÿche.
Op Pleasure and the Pain, dat in het teken staat van de twintigste verjaardag van de band, werden de drums ingespeeld door Glen Sobel. Phase One bevatte opnamen uit 1979, live door de band gespeeld in de studio, met vijf niet eerder uitgebrachte nummers en demoversies van Mouse In A Maze, You're Not Alone en Hot Too Cold. Vanaf Full Circle tot en met Marathon pakte de band de thematiek van de eerste platen op en maken ze het verhaal van The Chapters af.
Op Network werd Steve Negus (wederom) vervangen, ditmaal door Christian Simpson. Steve Negus keerde nog eenmaal terug voor de liveplaat The Chapters, maar speelt niet mee op Trust. De nieuwe drummer is Brian Doerner.
In 2007 kondigde Michael Sadler aan de band te verlaten. In 2008 werd hij opgevolgd door Rob Moratti. In 2011 keerde Michael Sadler weer terug bij Saga en in dat jaar werden twee concerten gegeven, in Zwolle (22-06-2011) en Uden (23-06-2011). Deze concerten stonden in het teken van de grote nummers van weleer.
Saga was als co-headliner op tour door Europa met Marillion. Half april 2012 werd aangekondigd dat Mike Thorne de nieuwe drummer is. Begin juli 2012 is het nieuwe album 20/20 uitgekomen, en is de 20/20 wereldtour aangekondigd. Op 25 augustus 2012 trad Saga op tijdens Pinkpop Classic.

## Bezetting

### Huidig
- Michael Sadler - zang, basgitaar, toetsen, elektronische drums, Moogsynthesizer (1977-2007, 2011-heden))
- Jim Crichton - basgitaar, toetsen, Moogsynthesizer, akoestische gitaar (1977-heden)
- Ian Crichton - elektrische gitaar, akoestische gitaar, Synthaxe, banjo (1977-heden)
- Jim 'Daryl' Gilmour - zang, toetsen, klarinet, saxofoon, Moogsynthesizer, accordeon (1980-1986, 1992-heden)
- Mike Thorne - drums (2012-heden)

### Voormalige bandleden
- Brian Doerner - drums (2005-2012)
- Rob Moratti - zang (2008-2010)
- Steve Negus - drums, Moogdrum (1977-1986, 1992-2003)
- Peter Rochon - toetsen, Moogsynthesizer (1977-1978)
- Greg Chadd - toetsen, Moogsynthesizer (1979)
- Curt Cress - drums (1987, 1989 (studio))
- Glen Sobel - drums (1997 (studio))
- Christian Simpson - drums (2003-2005)
- Graham Lear - drums (1987-1992)
- Trevor Morell - drums (1987-1992)
- Tim Moore - toetsen (1987-1992)